# Stazione di Viterbo
Stazione di Viterbo vasútállomás Olaszországban, Viterbo településen.

## Vasútvonalak
Az állomást az alábbi vasútvonalak érintik:
- Róma–Civita Castellana–Viterbo-vasútvonal

## Kapcsolódó állomások
A vasútállomáshoz az alábbi állomások vannak a legközelebb:
- Bagnaia railway station (Stazione di Piazzale Flaminio, Róma–Civita Castellana–Viterbo-vasútvonal)